# Bulu-Tumba
Bulu-Tumba est une localité de la République démocratique du Congo, située dans la province du Kongo central

## Administration
Le village fait partie du secteur de Tsundi-Sud, dans le territoire de Lukula.